# Alfred Beyl
Alfred Beyl   (Pesmes, 1 d'abril de 1884 - Nevers, 8 de juliol de 1977) va ser un ciclista francès, professional des del 1912 al 1928. Es va especialitzar en el Ciclisme en pista.

## Palmarès
- 1911
  -  Campió de França de Persecució
- 1911
  -  Campió de França de Velocitat
- 1925
  - 1r als Sis dies de París (amb Piet van Kempen)

Fonts: